# Shabooh Shoobah
Shabooh Shoobah – trzeci album studyjny australijskiego zespołu rockowego INXS. Wydany w październiku 1982 roku przez wytwórnię Mercury Records (w Europie) i Atco Records (w Ameryce Północnej).

## Lista utworów
1. "The One Thing" (3:24)
2. "To Look at You" (3:55)
3. "Spy of Love" (3:58)
4. "Soul Mistake" (2:57)
5. "Here Comes" (3:00)
6. "Black and White" (3:40)
7. "Golden Playpen" (3:03)
8. "Jan's Song" (3:18)
9. "Old World New World" (3:38)
10. "Don't Change" (4:24)

## Single
- "The One Thing" (VII 1982)
- "Don't Change" (X 1982)
- "To Look at You" (1983)
- "Black and White" (1983)

## Teledyski
- "The One Thing"
- "To Look At You"
- "Spy Of Love"
- "Don't Change"